# Ньюджент-Темпл-Гренвиль, Джордж, 1-й маркиз Бекингем
Джордж Ньюджент-Темпл-Гренвиль, 1-й маркиз Бекингем (17 июня 1753, Лондон — 11 февраля 1813[…], Стоу, Бакингемшир), между 1779 и 1784 годами известный как 3-й граф Темпл — британский государственный деятель.

## Семья и юные годы
Гренвиль был старшим сыном Джорджа Гренвиля, премьер-министра Великобритании, и его жены Элизабет Уиндхем, дочери сэра Уильяма Уиндхэма, 3-го баронета. Родился 17 июня 1753 года. Он был племянником Ричарда Гренвиль-Темпла, 2-го графа Темпла, и старшим братом Томаса Гренвиля и Уильяма Гренвиля, 1-го барона Гренвиля, также премьер-министра Великобритании. В 1764 году был назначен кассиром Палаты шахматной доски. Получил образование в Итонском колледже с 1764 по 1770 год и поступил в Крайст-черч в Оксфорде в 1770 году. 13 ноября 1770 года получил по наследству свой титул. В 1774 году предпринял гран-тур по Италии и Австрии. В 1775 году женился на Мэри Ньюджент, дочери 1-го виконта Клэр (позже 1-го графа Ньюджента).

## Политическая карьера

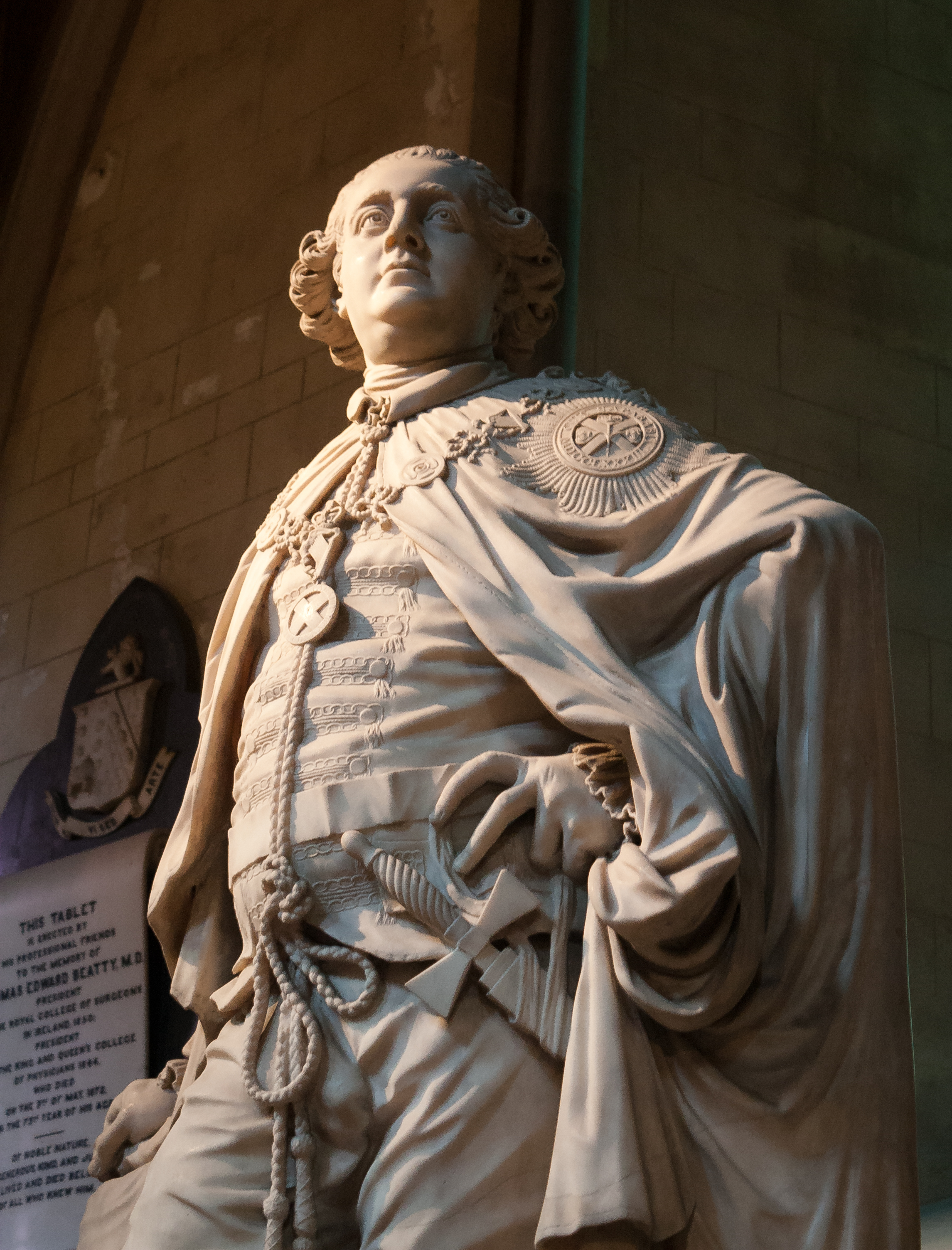
Статуя, созданная Смит, Эдвард (скульптор) в 1783 году, изображает Букингема в мантии Рыцаря Ордена Святого Патрика

Гренвиль был выбран членом парламента от Бакингемшира на парламентских выборах 1774 года. В палате общин он стал резким критиком американской политики лорда Норта. В сентябре 1779 года он унаследовал от дяди титул графа Темпла и переместился в Палату лордов.
Гренвиль также взял дополнительные фамилии Ньюджент и Темпл согласно Королевскому ордеру, выпущенному 4 декабря, и теперь именовался Ньюджент-Темпл-Гренвиль. В 1782 году лорд Темпл был назначен лордом-лейтенантом Бакингемшира, а в июле 1782 года стал членом Тайного совета и лордом-лейтенантом Ирландии в министерстве лорда Шелберна. Будучи лордом-лейтенантом Ирландии, в феврале 1783 года он основал Орден Святого Патрика, и сам стал его первым Великим Магистром. Он покинул Ирландию в 1783 году и снова обратил свое внимание на английскую политику. Он пользовался доверием короля Георга III и, выступая против Восточно-индийского билля Фокса, сказал от имени короля, что «тот, кто голосовал за Индийский билль, не только не является его другом, но и рассматривается как его враг». Это сообщение гарантировало, что билль не будет принят. Он был назначен государственным секретарем, когда Уильям Питт-младший (сын сестры его отца) сформировал министерство в декабре 1783 года, но подал в отставку всего через три дня.
В декабре 1784 года лорд Темпл был удостоен титула маркиза Бекингема. В ноябре 1787 года он снова был назначен лорд-лейтенантом Ирландии, на этот раз при Питте, но его второе пребывание на этом посту оказалось менее успешным, чем первое. Граттан осудил его за расточительность; ирландские палаты парламента осудили его за отказ передать Англии обращение, призывающее принца Уэльского взять на себя регентство; он смог сохранить свой пост лишь благодаря множеству взяток. Когда в 1788 году умер его тесть, лорд Бекингем унаследовал его титул 2-го графа Ньюджента. Однако, поскольку у него уже был титул маркиза (который выше титула графа), он никогда не был известен под этим именем. Став крайне непопулярным, он подал в отставку в сентябре 1789 года.

## Поздние годы
Впоследствии лорд Бекингем принимал очень незначительное участие в политике, хотя высказывался в пользу Акта о унии 1800 года. Его жена умерла в 1812 году, а сам он умер 11 февраля 1813 года в своей резиденции Стоу в Бакингемшире. Он был похоронен в своём родном Уоттоне. У него осталось два сына: 1-й герцог Бекингем и Чандос и 2-й барон Ньюджент.